# Canaries (district)
Canaries is een van de elf districten van Saint Lucia. De hoofdstad is de gelijknamige plaats Canaries.